# Leonit Abazi
Leonit Abazi (født 5. juli 1993 i Gnjilane, Kosovo) er en albansk fodboldspiller, der spiller for albanske KF Skënderbeu Korçë.

## Klubkarriere
Abazi startede sin karriere som senior hos barndomsklubben KF Drita Gjilan i 2011. Han spillede i tre sæsoner hos klubben fra Kosovo, og spillede kun 12 ligakampe for klubben, og scorede fire mål.
Den 1. juli 2013 skiftede Abazi til den albanske klub, KF Skënderbeu Korçë. Hans debut faldt imod KF Laçi i en cupkamp. 

## Landshold
På samme tid som Abazi skiftede til KF Skënderbeu Korçë, startede han også med at spille på det Albanske U/21 landshold, dvs. i 2013. 